# Rendezvous (Pelzhandel)
Rendezvous wurden die jährlichen Treffen von Trappern und Pelzhändlern in den Rocky Mountains genannt, bei denen in den 1820er und 30er Jahren die in der Wildnis operierenden Pelzjäger und ihre indianischen Handelspartner mit Abgesandten der Pelzhandelsunternehmen zusammenkamen, um die Felle der Saison abzuliefern und neuen Proviant, Tauschgüter sowie ihren Lohn entgegenzunehmen. Die Methode des Rendezvous wurde von Trappern der Rocky Mountain Fur Company, besonders Jedediah Smith und Thomas Fitzpatrick sowie dem Leiter des Unternehmens, William Henry Ashley, erfunden; das erste Treffen fand im Sommer 1825 am Henrys Fork, einem Zufluss des Green Rivers, nahe dem heutigen McKinnon, Wyoming statt.
Es fanden insgesamt 16 Rendezvous statt, bevor die Pelzjagd wegen der weitgehend ausgebeuteten Biber-Bestände unrentabel wurde. Die Treffen in den Jahren 1829, 30 und 38 fanden auf der Ostseite der Kontinentalen Wasserscheide statt, alle anderen in den schwieriger zugänglichen, aber deshalb auch ertragsreicheren Jagdgebieten jenseits des Hauptkamms der Rocky Mountains. Die Treffen wurden jeweils im ohnehin jagdfreien Sommer abgehalten, vor der Herbstkampagne. Zwischen Mitte Juni und Mitte September verloren Biber viele Haare; ihr Pelz war in dieser Zeit weniger wert.

## Die Methode des Pelzhandels
In den abgelegenen Rocky Mountains waren bei den Trappern Güter wie Schusswaffen samt Munition überlebenswichtig oder wie Branntwein, Kaffee, Zucker und Tabak sehr begehrt und konnten zu deutlich höheren Preisen gegen Pelze eingetauscht werden als in St. Louis. Dank dieser Preisdifferenz war das Rendezvous-System für Ashley finanziell so ergiebig, dass er sich nach zwei Jahren als wohlhabender Mann zur Ruhe setzen und in die Politik gehen konnte. Drei seiner Captains, Jedediah Smith, David Jackson und William Sublette, kauften ihm das Unternehmen 1826 ab. 
Auch für die Trapper war das Geschäft zu Beginn lukrativ. Ein guter Fallensteller brachte in einem erfolgreichen Jahr 300 bis 400 Pelze zum Rendezvous mit, Jedediah Smith brachte es 1825 sogar auf 668 Pelze. Für den Verkauf der Pelze erhielten die Trapper nicht selten bis zu 2000 US-Dollar, die sie allerdings oft gleich wieder in – verglichen mit St. Louiser Preisen – bis zu 20 mal teurere Güter investierten.
Die Pelze wurden nach den Treffen nach St. Louis transportiert. Die Route entlang dem North Platte River wurde Ende der 1830er Jahre zum Kernstück des Oregon Trails, auf dem Siedler über die Rocky Mountains an die Westküste zogen.
Die Treffen wurden in den ersten Jahren gezielt an unterschiedlichen Orten abgehalten, um die Trapper zu ermutigen, neue Fanggebiete zu suchen.

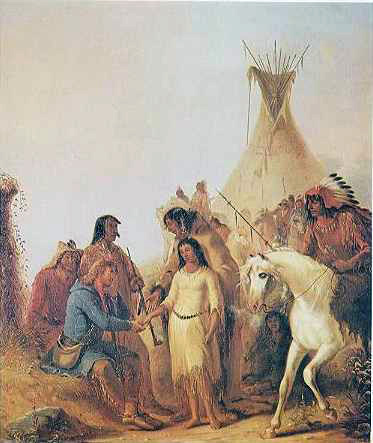
The Trapper's Bride: Gemälde von Alfred Jacob Miller, 1837

## Geschichte der Rendezvous
Schon beim ersten Rendezvous 1825 kamen nicht nur 91 Trapper des Unternehmens von Ashley, sondern auch einige Indianer der Cheyenne und Crow und sogar Pelzjäger der britischen Hudson’s Bay Company, die vertragsbrüchig wurden und ihre Felle den Amerikanern verkauften. In den folgenden Jahren entwickelten sich die Treffen schnell zu großen Zusammenkünften, bei denen auch Indianer der näheren und weiteren Umgebung eintrafen und ihre Felle zum Tausch anboten. Sie wurden mit verdünntem Whiskey, Glasperlen und bunten Textilien „bezahlt“ und aus dieser Ausbeutung erwuchs der größte Gewinn. Außerdem wurden die Rendezvous zu orgienartigen Festen, die maßgeblichen Anteil an der Ausbreitung von Geschlechtskrankheiten, besonders der Syphilis, unter den Mountain Men und den Indianern hatten.  Pferderennen der Shoshonen, Ringkämpfe, Wettläufe, Wettschießen und andere Wettkämpfe ließen die Treffen zu zirkusähnlichen Vorstellungen werden.
Captain Benjamin Bonneville baute 1832 mit Fort Bonneville beim heutigen Daniel, Wyoming das erste Gebäude in den Rocky Mountains westlich des Hauptkamms, ließ es aber wegen eines ungeeigneten Standortes schon im selben Jahr wieder verfallen. Ab 1833 fanden fast alle Rendezvous in der Nähe statt. Bonnevilles Schilderungen des Treffens 1833 wurden von Washington Irving niedergeschrieben und 1837 veröffentlicht. Sie gehören heute zu den bedeutendsten Quellen über die Rendezvous. 
Etwa zur gleichen Zeit unternahm der Geschäftsmann Nathaniel Jarvis Wyeth den Versuch, die Pelzhändler der Rocky Mountain Fur Company vom Pazifik her mit Gütern zu versorgen. Als er beim Rendezvous 1834 eintraf, war die Company allerdings bereits insolvent und aufgelöst, da die Pelzjagd in Niedergang begriffen war und William Sublette die letzten Erlöse durch einen Exklusivvertrag zu seinen Preisen abgeschöpft hatte. Wyeth verstand die Zusammenhänge nicht und nahm einen Wortbruch oder Bestechung an. Wyeth ging mit seinen Gütern an den Snake River und errichtete Fort Hall, das er im folgenden Jahr an die Hudson’s Bay Company verkaufen konnte. Die Pelztierjäger wurden in diesem Jahr von der erstmals im großen Stil auf einem Rendezvous vertretenen American Fur Company versorgt, die in der Folge die Treffen veranstaltete.
Nicht immer verliefen die Treffen friedlich. Bei den Rendezvous in den Jahren 1827, 28 und 32 kam es zu ernsthaften Kämpfen zwischen Trappern und Blackfoot-Indianern, 1832 auch unter Beteiligung der Nez-Percé-Indianer auf Seiten der Trapper. 1835 besiegte Kit Carson den Kollegen Bully Shunar in einem Duell und schoss ihn vom Pferd. Im selben Jahr erregte der Missionar und Arzt Marcus Whitman Aufsehen, als er Jim Bridger eine Blackfoot-Pfeilspitze aus dem Rücken operierte. Als einziger Maler wagte sich Alfred Jacob Miller 1837 an ein Rendezvous und hielt beispielsweise fest, wie ein als Francois bekannter Trapper für Güter im Wert von 600 US-Dollar eine Braut von deren Vater kaufte.
Auf dem letzten Rendezvous 1840 war der katholische Priester und Missionar Pierre-Jean De Smet anwesend und hielt die erste katholische Messe im Gebiet des späteren Wyomings.

## Orte der Rendezvous
- 1825: McKinnon, Wyoming
- 1826: im Cache Valley, Utah, entweder beim heutigen Cove oder beim südlicheren Hyrum – Jedediah Smith, David Jackson und William Sublette kaufen die Handelsgesellschaft von ihrem Gründer Ashley
- 1827: am Bear Lake, nahe dem heutigen Laketown, Utah – Kämpfe mit den Blackfoot am Treffpunkt
- 1828: Bear Lake, bei Laketown, Utah  – Kämpfe mit den Blackfoot am Treffpunkt
- 1829: Lander, Wyoming
- 1830: Riverton, Wyoming – Verkauf der Gesellschaft an Jim Bridger, Thomas Fitzpatrick, Milton Sublette (den Bruder von William), Henry Freab und Baptiste Gervais
- 1831: Cache Valley, Utah (siehe 1826) – der Versorgungszug kam zu spät, so dass kein eigentliches Rendezvous stattfand
- 1832: Pierre's Hole, Idaho
- 1833: Daniel, Wyoming
- 1834: Granger, Wyoming – die Rocky Mountain Fur Company wird aufgelöst, die American Fur Company übernimmt das Geschäft mit den Rendezvous
- 1835: Daniel, Wyoming
- 1836: Daniel, Wyoming
- 1837: Daniel, Wyoming
- 1838: Riverton, Wyoming
- 1839: Daniel, Wyoming
- 1840: Daniel, Wyoming

## Nachwirkung
Im Bear River State Park in Wyoming findet jährlich jeweils am Wochenende vor dem Labor Day das Bear River Rendezvous statt. Dabei werden die historischen Rendezvous der Trapper nachgestellt.